# Viel Lärm um Nixi
Viel Lärm um Nixi ist ein deutscher Spielfilm aus dem Jahre 1941 von Erich Engel mit Jenny Jugo und Albert Matterstock in den Hauptrollen.

## Handlung
Die etwas flippige und unstete Nixi, Tochter des Generaldirektors Barkas, eines reichen Fabrikanten, ist bereits seit fünf Jahren mit ihrem Dauerverlobten Mäcki Fiori zusammen. Als es mit ihm zu einem Streit kommt, ist es ihr gar nicht so unrecht, ihm bei dieser Gelegenheit gleich seinen Verlobungsring zurückzugeben. Anschließend enteilt Nixi mit ihrem Auto so schnell wie möglich, hat aber auf der Heimfahrt eine Autopanne. Ein junger Mann kommt vorbei und hilft ihr, den Wagen wieder flottzumachen. Auf die Frage, wie das passieren konnte, lässt Nixi ihre blühende Phantasie spielen und erzählt dem Helfer Roland von Gabriel eine abenteuerliche Geschichte. Sie ahnt nicht, dass sie in dem schmucken jungen Herrn einen Polizeipräfekten vor sich hat. Daheim gegenüber ihrem Vater geht Nixis Flunkerei munter weiter. Der ist nämlich erbost, als er von ihr erfährt, dass sie sich von Mäcki getrennt habe, und besteht auf ihre Eheschließung mit dem Ex. Nixi behauptet nun gegenüber ihrem Vater, dass sie schwanger von jemand anderem sei. Jetzt ist Papa Barkas endgültig außer sich und nimmt seine Tochter ordentlich zur Brust. In die Enge getrieben, verstrickt sich Nixi immer mehr in ein wüstes Lügenkonstrukt, das sie auf die Schnelle entspinnen muss: Dort ist Roland der „Verführer“, den Papa Barkas nun natürlich sofort ausfindig machen will, um ihn zu einer Ehe mit seiner Tochter zu drängen. Der Alte landet auf dem Polizeirevier und trifft dort auf den vermeintlichen „Schurken“. Der ist jedoch überraschenderweise sofort bereit, Nixi zu heiraten.
Während Vater Barkas heilfroh ist, dass die ganze pikante Angelegenheit nun doch in Richtung Happy End zu steuern und die Ehre seiner Tochter wieder hergestellt zu sein scheint, stellt sich Nixi quer: Sie hat nicht die geringste Absicht, diesen Herrn zu heiraten. Vielmehr macht Nixi das, was sie schon immer am besten konnte: Sie läuft davon – und zwar diesmal klammheimlich mit einem beherzten Sprung aus dem Fenster des Elternhauses. Um auf eigenen Füßen zu stehen, sucht sie sich einen Job, den sie von einem Gemüsehändler auch angeboten bekommt. Dazu muss sie sich aber per Pedes zu dessen Gärtnerei aufmachen, die einen Fußmarsch von vier Tagen entfernt ist. Dies ist auch dieselbe Anzahl an Tagen, die Barkas Roland Zeit gibt, seine Tochter wiederzufinden, ehe er das Justizministerium einschaltet. Roland sucht und sucht … und findet schließlich die Verschwundene. Die will aber überhaupt nicht „gerettet“ werden und weigert sich, Roland zu folgen. Und deshalb folgt er ihr, Nixi, der Flüchtenden, über Stock und Stein. Während dieser abenteuerlichen Wanderung beginnt sich Nixi Barkas, die Ungebändigte, in ihren Galan und Beschützer Roland von Gabriel zu verlieben. Am Ende ihrer gemeinsamen Odyssee ist Nixi dann doch bereit, Frau von Barkas zu werden. An Bord eines Schiffs geben sie sich, getraut vom Kapitän, das Jawort. Ihr Vater, der Generaldirektor, und sein Diener schaffen es gerade noch rechtzeitig, als Trauzeugen der Zeremonie beizuwohnen.

## Produktionsnotizen
Die Dreharbeiten zu Viel Lärm um Nixi fanden zwischen dem 19. Juni und Ende September 1941 in den römischen Filmstudios von Cinecittà statt. Infolge eines deutsch-italienischen Abkommens galt der Film ausschließlich als deutsche Produktion. Üblicherweise galten deutsche Filme, die in ausländischen Ateliers hergestellt wurden, als Auslandsproduktionen und fielen somit unter das Kontingentgesetz, das derlei Filme nur in beschränktem Maße eine deutsche Premiere erlaubte. Die fand am 19. Februar 1942 in zwei Berliner Kinos statt.
Produzent Eberhard Klagemann übernahm auch die Herstellungsleitung. Karl Weber, Otto Josef Reyßer und Arno Richter entwarfen die Filmbauten.

## Wissenswertes
Der Titel Viel Lärm um Nixi beinhaltet ein Wortspiel, das auf William Shakespeares Viel Lärm um nichts hinweist.
Von dem Film wurde auch eine italienischsprachige Fassung unter dem Titel Non mi sposo più (Ich werde nicht mehr heiraten) hergestellt, die jedoch von der italienischen Produktionsfirma Giuseppe Amatos hergestellt wurde. Amato führte bei dieser Fassung zusammen mit Engel auch die Regie. Von den deutschen Darstellern übernahm hierbei lediglich Jenny Jugo erneut ihre Rolle.
Die deutsche Fassung erhielt das NS-staatliche Prädikat „künstlerisch wertvoll“.

## Kritiken
Das Filmmuseum Potsdam schreibt: “Der Film begründet ein neues Genre im deutschen Kino: das Roadmovie. Nixis Flucht wird in zahlreichen Episoden geschildert. Sie geben der Jugo die Möglichkeit zu darstellerischen Kabinettstückchen und bieten reichlich Gelegenheit für malerische Außenaufnahmen.”
Für Der deutsche Film 1938-1945 war Viel Lärm um Nixi lediglich ein „unbeschwerter Film“.
Im Lexikon des Internationalen Films heißt es: „Einfallsarmes, aber amüsant gespieltes Lustspiel: Unterhaltung fürs deutsche Soldatenkino.“